# Bakewell
Bakewell este un oraș în comitatul Derbyshire, regiunea North West England, Anglia. Orașul se află în districtul Derbyshire Dales.